# Berit Puggaard
Berit Raith Puggaard (* 11. Dezember 1972 in Kopenhagen) ist eine ehemalige dänische Schwimmerin. Sie gewann bei Weltmeisterschaften eine Bronzemedaille. Bei Europameisterschaften erschwamm sie eine Goldmedaille und drei Bronzemedaillen.

## Sportliche Karriere
Puggard begann ihre internationale Karriere 1989 bei den Europameisterschaften in Bonn. Die 4-mal-200-Meter-Freistilstaffel mit Berit Puggaard, Gitta Jensen, Annette Poulsen und Mette Jacobsen belegte den vierten Platz mit einer Sekunde Rückstand auf die drittplatzierten Italienerinnen. Die 4-mal-100-Meter-Freistilstaffel mit Jensen, Puggaard, Poulsen und Jacobsen erreichte den vierten Platz mit 0,79 Sekunden Rückstand auf die drittplatzierte Staffel aus der Bundesrepublik Deutschland und knapp vor den Französinnen. Über 200 Meter Schmetterling schließlich gab es einen Doppelsieg für die DDR. Kathleen Nord gewann vor Jacqueline Jakob, Jacobsen schlug als Dritte an und Puggaard wurde Vierte.
Anfang 1991 bei den Weltmeisterschaften in Perth siegte die deutsche 4-mal-200-Meter-Freistilstaffel vor den Niederländerinnen. Gitta Jensen, Berit Puggaard, Annette Poulsen und Mette Jacobsen erkämpften die Bronzemedaille. Die 4-mal-100-Meter-Freistilstaffel mit Jensen, Puggaard, Poulsen und Jacobsen erreichte den fünften Platz. Im August 1991 bei den Europameisterschaften in Athen siegte die dänische 4-mal-200-Meter-Freistilstaffel mit Mette Jacobsen, Berit Puggaard, Gitta Jensen und Annette Poulsen und hatte im Ziel über vier Sekunden Vorsprung auf die zweitplatzierten Deutschen. Die 4-mal-100-Meter-Freistilstaffel mit Mette Jacobsen, Berit Puggaard, Gitta Jensen und Mette Nielsen erschwamm die Bronzemedaille hinter den Niederländerinnen und den Deutschen. Zum Abschluss der Wettbewerbe siegte Jacobsen über 200 Meter Schmetterling mit fast zwei Sekunden Vorsprung vor der Deutschen Sabine Herbst, 0,08 Sekunden hinter Herbst wurde Puggaard Dritte.
Bei den Olympischen Spielen 1992 in Barcelona belegten Gitta Jensen, Mette Jacobsen, Berit Puggaard und Mette Nielsen den sechsten Platz in der 4-mal-100-Meter-Freistilstaffel. Über 200 Meter Schmetterling erreichte Puggaard als Siebte des B-Finales den 15. Platz in der Gesamtwertung. 1993 bei den Europameisterschaften in Sheffield schlug Puggaard über 200 Meter Schmetterling als Sechste an.
Bei ihrer zweiten Olympiateilnahme 1996 in Atlanta schwamm die 4-mal-200-Meter-Freistilstaffel mit Ditte Jensen, Berit Puggaard, Britt Raaby und Britta Vestergaard die 13. Vorlaufzeit. Im August 1997 bei den Europameisterschaften in Sevilla erkämpfte die 4-mal-200-Meter Freistilstaffel mit Britt Raaby, Ditte Jensen, Mette Jacobsen und Berrit Puggaard die Bronzemedaille hinter den Staffeln aus Deutschland und Schweden. In der 4-mal-100-Meter-Freistilstaffel schwammen Berit Puggaard, Mia Nuusfeldt, Mette Jacobsen und Sophia Skou auf den fünften Rang. 1998 bei den Weltmeisterschaften in Perth gelang Puggaard kein Finaleinzug, sie schied mit beiden Freistilstaffeln als Vorlaufneunte aus.